# Phragmose
La phragmose, aussi appelée contextuellement comportement phragmotique, consiste chez un soldat termite ainsi que chez certaines espèces de fourmis (notamment Cephalotes) à boucher une galerie avec son énorme tête pour faire barrage à des prédateurs carnivores, notamment les fourmis du genre Dorylus, friandes de termites.
Le terme phragmose ne doit pas être confondu avec celui de phragmosome qui, dans le règne végétal, signifie la formation de vésicules préparant la mitose dans une tige ou une branche[réf. nécessaire].

## Galerie
Ci-dessous sont représentés des exemples d'évolution naturelle pour un comportement phragmotique:

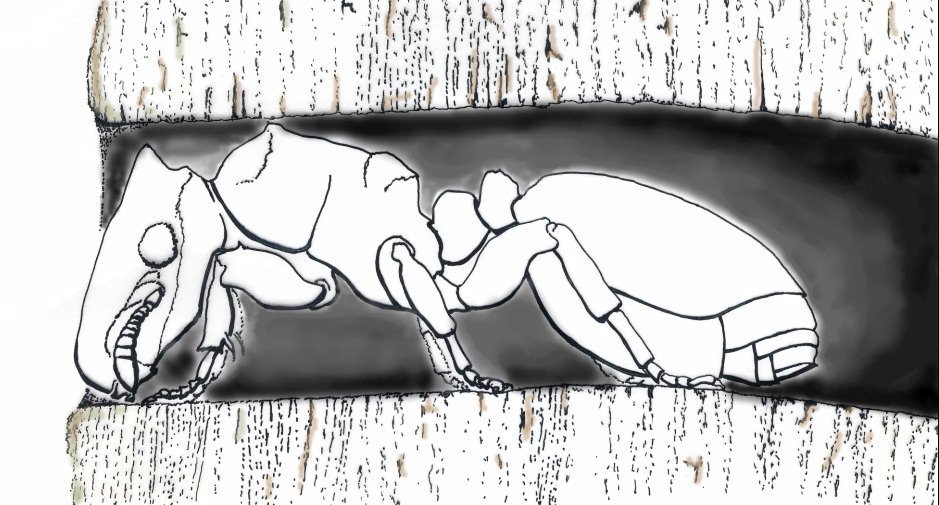
Phragmose opérée par une fourmi Cephalotes texanus dans une galerie.
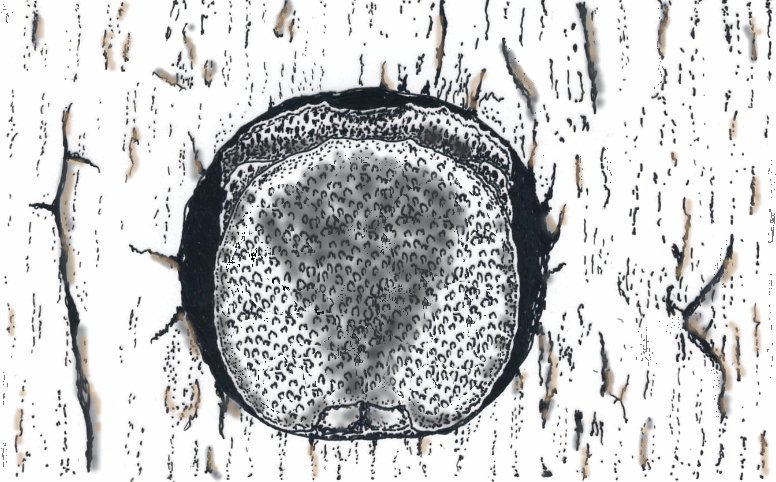
Vue extérieure de la phragmose de C. texanus.
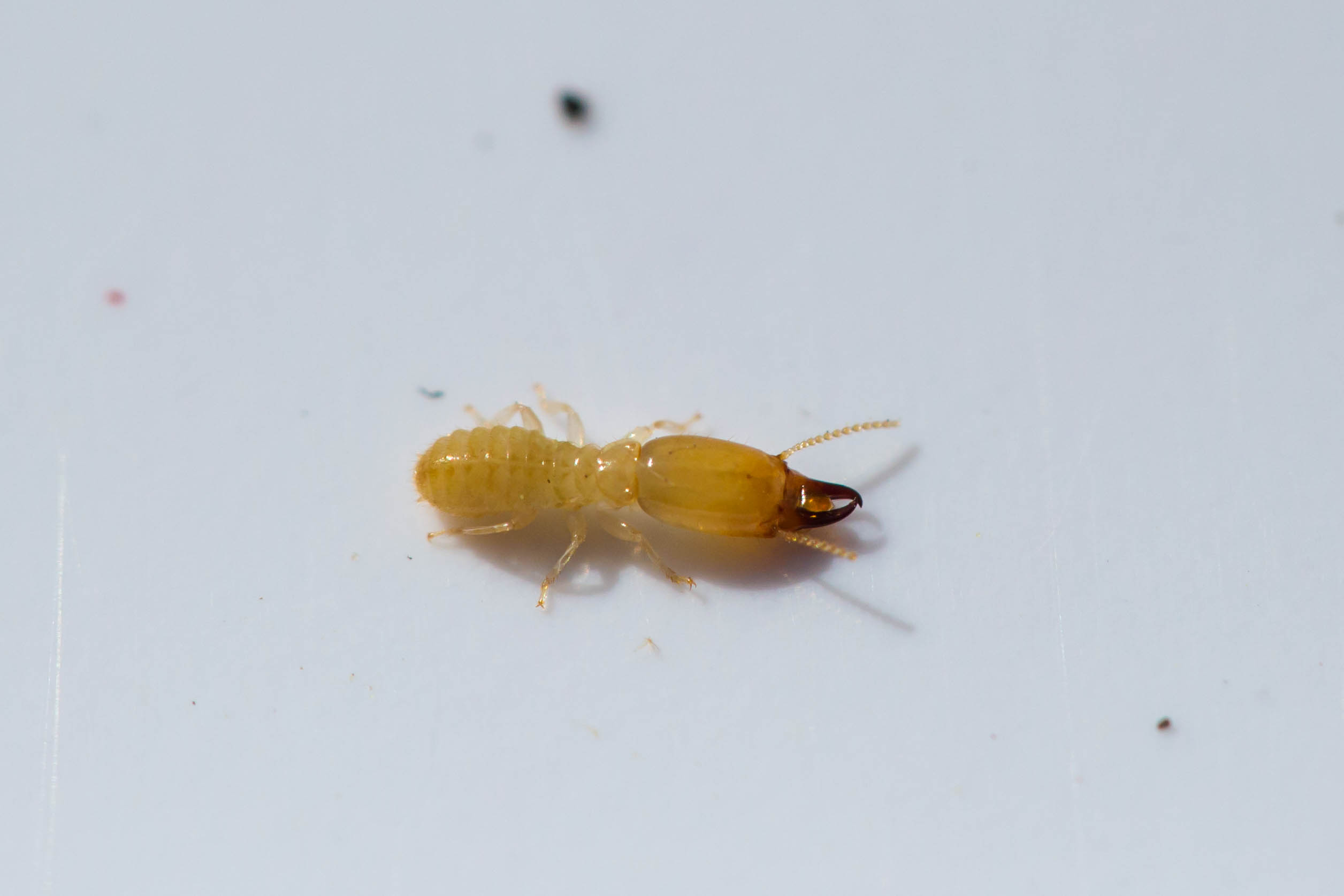
Vue dorsale d'un termite, mettant en avant la tête hypertrophiée.

## Publications
- Brandão et al. «Le premier cas de phragmose intranidale chez les fourmis. Les reines ergatoïdes de Blepharidatta conops (Myrmicinae) obstruent l'entrée des chambres annexes» (2001)